# Hybos torosus
Hybos torosus är en tvåvingeart som beskrevs av Ale-rocha 2001. Hybos torosus ingår i släktet Hybos och familjen puckeldansflugor. Inga underarter finns listade i Catalogue of Life.